# Stekelkopklauwier
De stekelkopklauwier (Prionops scopifrons) is een zangvogel uit de familie Vangidae (vanga's).

## Verspreiding en leefgebied
Deze soort komt voor in oostelijk en zuidoostelijk Afrika en telt drie ondersoorten:
- P. s. kirki: zuidelijk Somalië, oostelijk Kenia en noordoostelijk Tanzania.
- P. s. keniensis: centraal Kenia.
- P. s. scopifrons: van zuidoostelijk Tanzania tot Zimbabwe en Mozambique.

## Status
De grootte van de populatie is niet gekwantificeerd maar de soort wordt omschreven als plaatselijk algemeen. Op de Rode lijst van de IUCN heeft deze soort de status niet bedreigd.